# Hugh Constant Godefroy
Hugh Constant Godefroy (ur. 28 października 1919 w Holenderskich Indiach Wschodnich, zm. 3 kwietnia 2002 w Myrtle Beach) – holenderski lotnik, as myśliwski okresu II wojny światowej.

## Życiorys
Hugh Godefroy urodził się w 1919 jako syn Constanta Godefroy (nazwisko pisane niekiedy również jako Godefroi), holenderskiego inżyniera górnictwa i Kanadyjki Permilli Maude McLachlin. W 1925 przeniósł się z rodziną do Kanady. Gdy dowiedział się, że jego dziewczyna zginęła na statku zatopionym przez niemiecki okręt podwodny, wstąpił do Kanadyjskich Sił Powietrznych (22 czerwca 1940). Według doktora Alfreda Staarmana, Godefroy nie otrzymał holenderskich odznaczeń gdyż wniosek o ich przyznanie wpłynął pod koniec 1992. Od 1952 Holenderskie Ministerstwo Obrony nie rozważało już wniosków o nadanie orderu. W 1983 opublikował swoje wspomnienia pod tytułem Lucky Thirteen (Szczęśliwa trzynastka) ISBN 0-7099-1131-9.

## Odznaczenia
- Distinguished Flying Cross – 25 marca 1943[3][6]
- Distinguished Service Order – 14 kwietnia 1944[3][7]
- Krzyż Wojenny[3]

## Awanse wojskowe
- porucznik (flying officer) – 23 stycznia 1942[1]
- kapitan (flight lieutenant) – 4 marca 1942[1]
- major (squadron leader) – 13 czerwca 1943[1][3]
- podpułkownik (wing commander) – 16 września 1943[1]

## Zestrzelenia
| Data             | Typ                             | Miejsce                      | Przydział         |
| ---------------- | ------------------------------- | ---------------------------- | ----------------- |
| 17 stycznia 1943 | Focke-Wulf Fw 190 uszkodzony    | Fécamp                       | 401 Squadron RCAF |
| 20 stycznia 1943 | Focke-Wulf Fw 190               | na południe od Friston       | 401 Squadron RCAF |
| 8 marca 1943     | Focke-Wulf Fw 190               | Isigny-sur-Mer               | 403 Squadron RCAF |
| 17 kwietnia 1943 | Focke-Wulf Fw 190               | Le Tréport                   | 403 Squadron RCAF |
| 13 maja 1943     | Messerschmitt Bf 109 uszkodzony | Rouen                        | 403 Squadron RCAF |
| 14 maja 1943     | Focke-Wulf Fw 190               | Kortrijk - Ostenda           | 403 Squadron RCAF |
| 15 czerwca 1943  | Focke-Wulf Fw 190               | Rouen                        | 403 Squadron RCAF |
| 1 lipca 1943     | Messerschmitt Bf 109            | północny wschód od Abbeville | 403 Squadron RCAF |
| 24 września 1943 | Focke-Wulf Fw 190               | Poix                         | 127 Wing RCAF     |